# Stöfflerita
La stöfflerita és un mineral de la classe dels silicats. Rep el nom en honor de Dieter Stöffler, expert en meteorits i exdirector del Museu d'Història Natural de Berlín (Alemanya).

## Característiques
La stöfflerita és un tectosilicat, un feldespat de fórmula química CaAl₂Si₂O₈. Va ser aprovada com a espècie vàlida per l'Associació Mineralògica Internacional l'any 2017. Cristal·litza en el sistema tetragonal.
L'exemplar que va servir per a determinar l'espècie, el que es coneix com a material tipus, es troba conservat a la col·lecció de meteorits marcians d'E. Stolper, a la divisió de ciències geològiques i planetàries de l'Institut Tecnològic de Califòrnia, situat a Pasadena (Califòrnia, Estats Units), amb el codi: nwa 856.

## Formació i jaciments
Va ser descoberta en una secció prima del meteorit marcià Northwest Africa 856, recollit en un indret indeterminat del nord-oest del continent africà, una àmplia regió principalment deserta associada a troballes de meteorits. Els meteorits trobats en aquesta zona, freqüentment al desert, es venen als mercats del Marroc i d'altres zones sense que quedi clar d'on provenen exactament. Aquest meteorit és l'únic indret de tot el planeta on ha estat descrita aquesta espècie mineral.